# Ćusine
Ćusine su naseljeno mjesto u općini Jajce, Federacija Bosne i Hercegovine, BiH.

## Stanovništvo

### 1991.
Nacionalni sastav stanovništva 1991. godine, bio je sljedeći:
ukupno: 327
- Srbi - 319
- Hrvati - 2
- Jugoslaveni - 4
- ostali, neopredijeljeni i nepoznato - 2

### 2013.
Nacionalni sastav stanovništva 2013. godine, bio je sljedeći:
ukupno: 172
- Hrvati -  90
- Srbi - 59
- Bošnjaci - 18
- ostali, neopredijeljeni i nepoznato - 5

## Vanjske poveznice
- glosk.com: Ćusine, satelitska snimka  Arhivirana inačica izvorne stranice od 8. kolovoza 2020. (Wayback Machine)